# Coppa Italia (Badminton)
Die Coppa Italia war ein jährlich ausgetragener nationaler Pokalwettbewerb für Badminton-Vereinsmannschaften in Italien. Erstmals wurde der Wettbewerb 1986 ausgetragen, letztmals 2006.

## Die Sieger
| Saison | Team                     |
| ------ | ------------------------ |
| 1986   | ASV Malles               |
| 1987   | ASV Malles               |
| 1988   | SC Meran                 |
| 1989   | SC Meran                 |
| 1990   | SC Meran                 |
| 1991   | SC Meran                 |
| 1992   | SC Meran                 |
| 1993   | BC Pyrgi Santa Marinella |
| 1994   | BC Pyrgi Santa Marinella |
| 1995   | BC Pyrgi Santa Marinella |
| 1997   | Forze Armate             |
| 1998   | BC Vignanello            |
| 2001   | Acqui Badminton          |
| 2004   | BC Pyrgi Santa Marinella |
| 2005   | Acqui Badminton          |
| 2006   | Acqui Badminton          |